# Dittwar
Dittwar est un village allemand de Bade-Wurtemberg près de Tauberbischofsheim.

## Histoire
| 1979: Vanault-les-Dames (France) et Dittwar (l'Allemagne). À partir d'un jumelage - les échanges culturels français-allemand. 2009: 30 ans: Le jumelage Vanault - Dittwar depuis 1979. |

## Curiosités

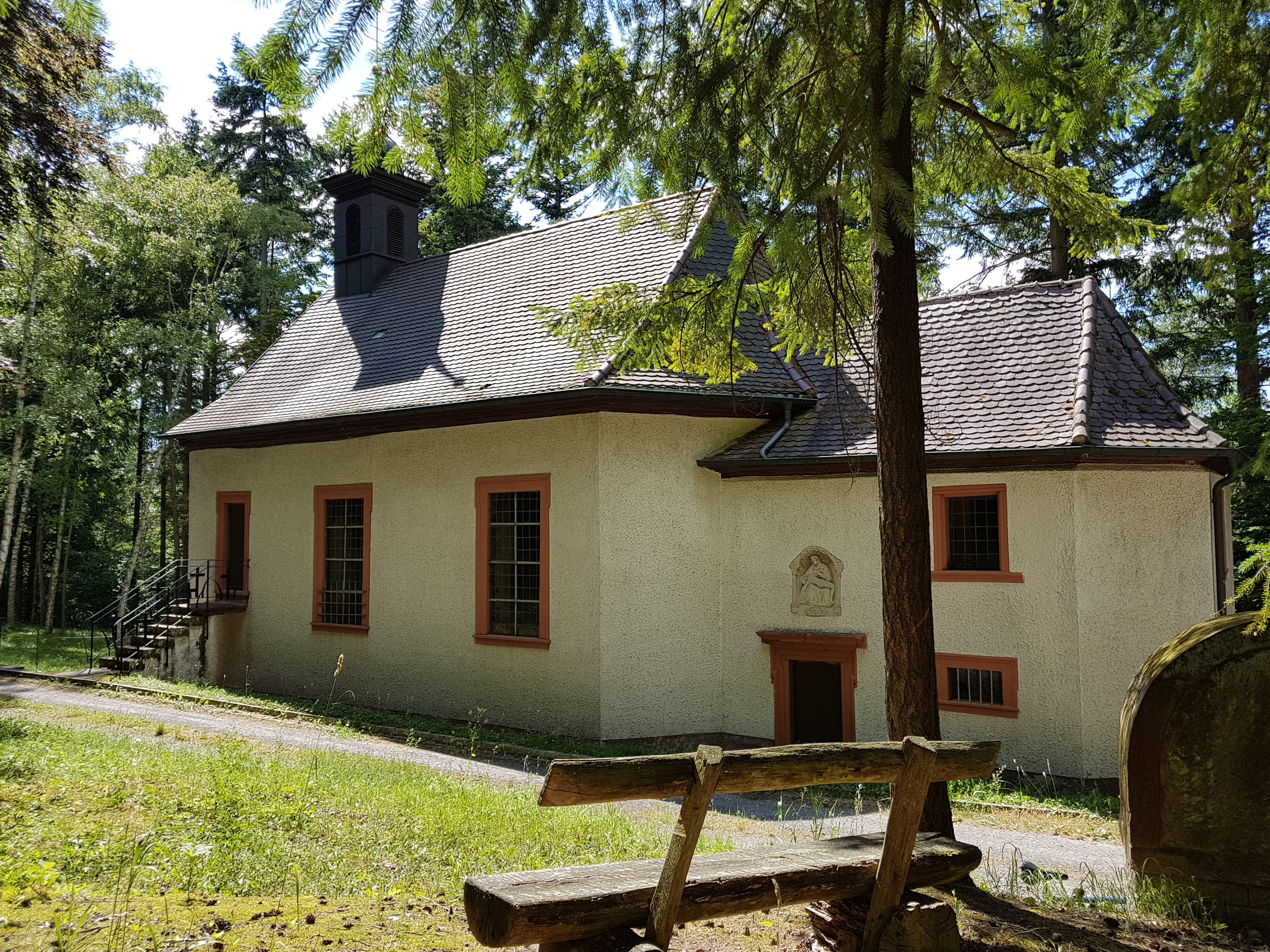
Kreuzkapelle am Kreuzhölzle (1683)
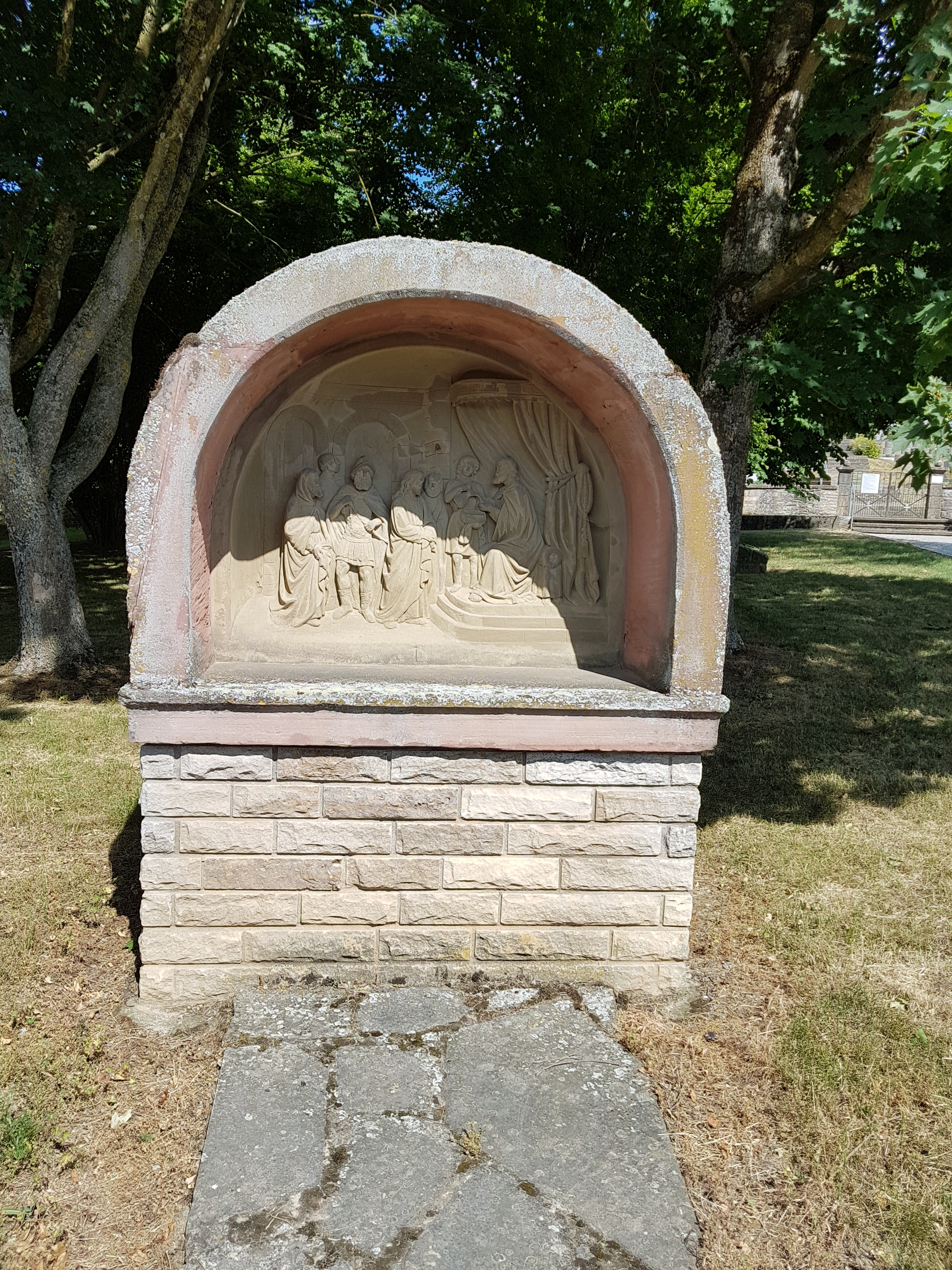
Kreuzweg (1747)
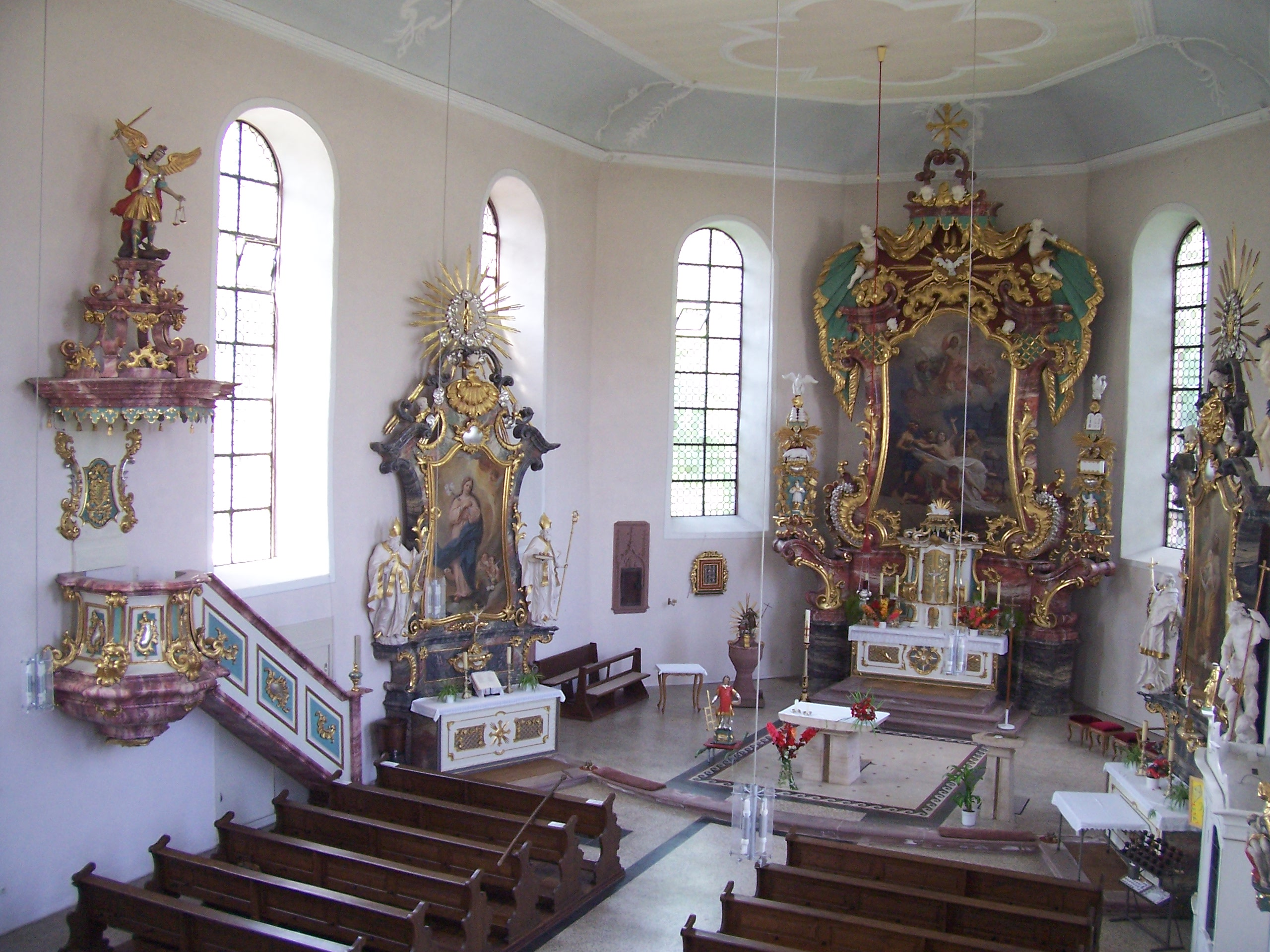
St. Laurentius (1754)
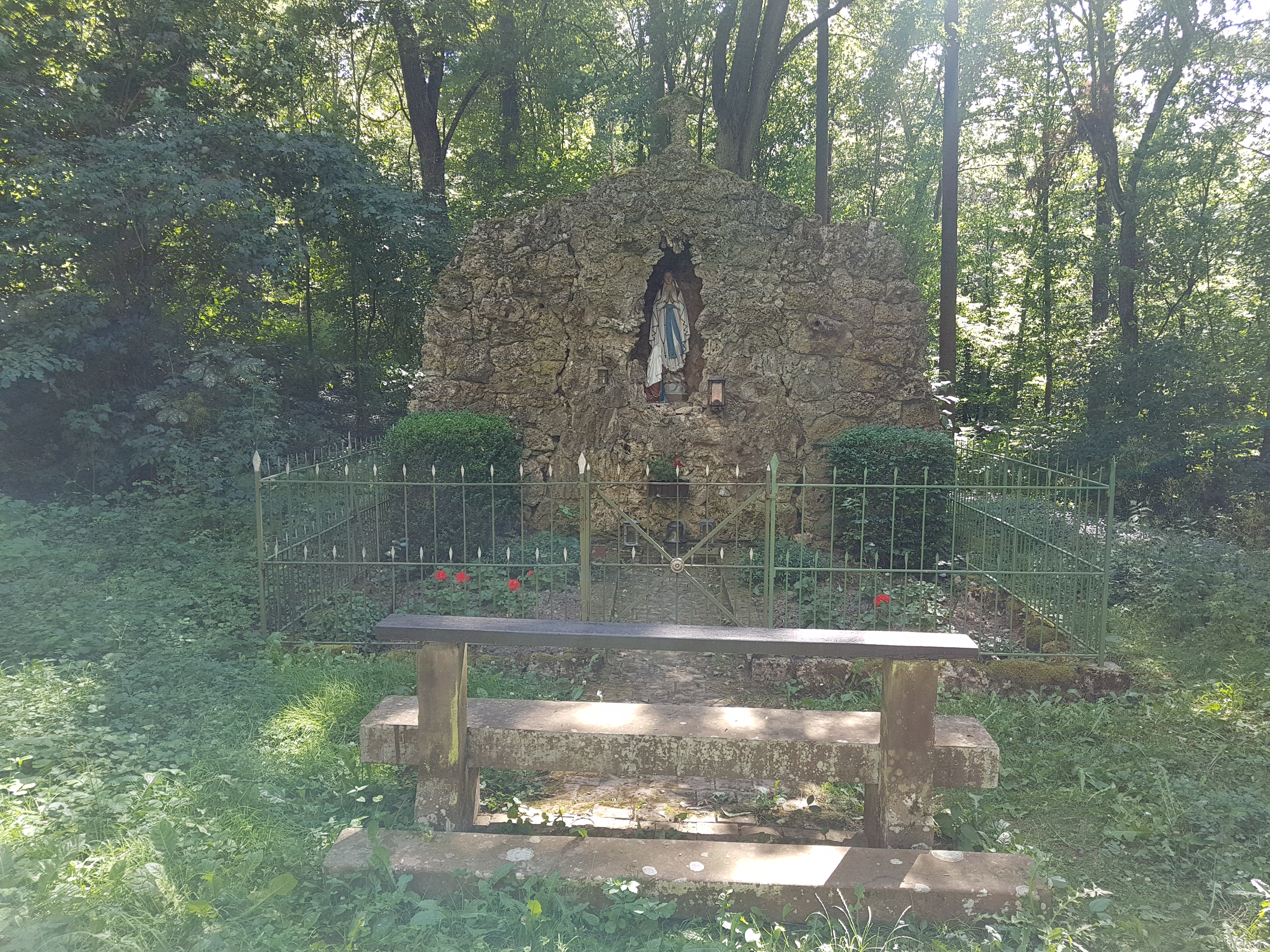
Mariengrotte (1790)